# 스와로브스키
스와로브스키는 1895년 다니엘 스와로브스키 (Daniel Swarovski, 1862~1956)에 의해 오스트리아에서 시작된, 125년의 역사를 지닌 (2020년 기준) 세계적인 크리스털 제품 기업이다.
스와로브스키는 새로운 혁신을 지속해서 시도하고 있는데, 작은 장식품부터 패션제품에 이르기까지 10만 개 이상의 제품을 생산하여 세계 크리스털업계를 선도하는 기업으로 널리 알려져 있다. 특히 창의성과 다양성에 있어서는 타의 추종을 불허한다. 또한, 기업의 중심이자 심장이라고 할 수 있는 '창의성'을 발판으로 액세서리, 주얼리, 홈데코 아이템들이 세계 주요 도시 및 패션 중심지에 위치한 약 3,000개의 스와로브스키 매장을 통해 판매되고 있다.
시대를 앞서는 뛰어난 경영으로도 유명하다. 제1차세계대전 이후 노동력이 부족해지자 연마기계를 개발하였고, 1970년대 석유 파동 이후 세계경제가 침체에 빠졌을 땐 크리스털 조각용 투명 접착제를 발명하여 크리스털 산업의 발전에 큰 기여를 하였다.
1976년 오스트리아에서 열린 제12회 인스브루크 동계올림픽때 크리스털 마우스를 기념품으로 제작하여 세계적인 인기를 끌며 새롭게 도약 하였다. 이 기념품은 오직 식기 및 고급 장식품에 사용되던 크리스털을 다양한 분야에 응용할 수 있는 계기를 마련한 것으로 평가된다. 이후에도 다양한 동물 기념품을 제작하였고, 실버크리스털 라인이라는 새로운 분야를 개척하였다.
지속 가능한 생산 공정과 크리스털 패브릭 등 혁신적인 소재를 자랑하는 스와로브스키는 세계적인 크리스털 전문기업으로서의 업적을 쌓아왔으며, 현재는 5대째 스와로브스키 가문에 의해 운영되고 있다. 2000년에 설립된 스와로브스키 코리아는 서울특별시 강남구 도산대로에 있다.

## 브랜드 연혁[1]
- 다니엘 스와로브스키는 1862년, 보헤미아의 유리 세공사 가족의 장남으로 태어났다. 금속 세공인으로서 청년 시절을 보낸 그는, 가족 사업을 통해 크리스털을 자르는 기술을 연마하게 된다.

- 1892년, 그는 보석을 완벽하게 절단할 수 있는 기계를 발명하였고, 특허를 취득하게 되는데, 후에 이는 크리스털 제조의 새로운 시대를 열었다고 평가받게 된다.
- 1895년, 다니엘은 당시 비즈니스 파트너였던 프란츠 바이스(Franz Weis), 아르만 코스만(Armand Kosmann)과 함께 오스트리아 인스브루크의 와튼즈(Wattens)에 회사를 설립한다.
  - 스와로브스키는 직원과 지역사회의 삶을 풍요롭게 하는 데 적극적인 역할을 수행하며, 도시의 스포츠, 사교 및 레저 활동 문화를 육성했고, 이는 스와로브스키 정신으로 알려지게 되었다.
- 1931년, 다니엘은 크리스털로 덮인 새로운 유형의 리본을 개발했고, 패션계는 유연한 직물에 고정된 크리스털로 구성된 이 새로운 트리밍에 대한 찬사를 아끼지 않았다.
- 4년 후, 1935년, 다니엘의 아들 빌헬름은 스와로브스키의 첫 쌍안경인 하비히트(Habicht)를 개발했고, 1949년 고정밀 광학기기 브랜드인 스와로브스키 옵틱(Swarovski Optik)이 설립되었다.
- 이듬해 1936년에는 반사 유리에 대한 아이디어로 시작된 도로 안전 제품 브랜드, 스와리플렉스(Swareflex)가 출시되었으며, 현재는 전 세계에서 다양한 형태로 사용되고 있다.
- 1956년, 다니엘이 사망한 해에 스와로브스키는 커팅 크리스털의 광채에 무지갯빛을 더하는 Aurora Borealis 마감 방식으로 새로운 지평을 열게 됐고, 이는 크리스찬 디올(Christian Dior)에 의해 대중들에게 소개된다.
- 1965년, 젬스톤 사업을 시작한 스와로브스키는 1976년, 인스브루크 동계 올림픽에서 기념품으로 샹들리에 부품을 조합하여 제작한 마우스 인형을 판매하기 시작했다. 이는 완제품 상용화의 시작으로 오늘날의 스와로브스키 피겨린의 토대를 마련하였다.
- 1970년대 전 세계 석유 공급 부족과 가격 폭등으로 세계 경제가 큰 혼란을 겪게 된다. 그러나 1975년 투명 접착제를 발명, 이를 사용해 만든 '크리스털 마우스'가 소비자로부터 좋은 반응을 얻게 되고, 1977년 보석류, 액세서리, 장식용 제품을 포함한 주얼리 컬렉션을 출시했다.
- 1983년, 런던의 올드 본드 스트리트에 최초의 스와로브스키 부티크인 실버 크리스털 스위트가 문을 연다.
- 1987년, 크리스털 수집을 좋아하는 사람들을 위해 SCS(Swarovski Crystal Society)가 설립되어, 현재는 40만 명 이상의 회원들이 활동하고 있다. 현재 우리나라에서는 3천 명 이상이 회원으로 가입돼 있다.
- 1989년, 스와로브스키를 상징하는 스완 로고가 채택되었으며, 에델바이스를 대체한 백조는 크리스털 결정의 순도와 우아함을 나타내고 있다.
- 1995년, 창립 100주년을 기념하여 인스브루크 교외에 멀티미디어 크리스털 박물관인 스와로브스키 크리스털 월드가 개장된다. 스와로브스키의 다양한 작품을 체험 할 수 있는 이곳은 현재까지 1,500만 명이 넘는 사람들이 다녀가는 명소가 되었다.
- 2000년, 스와로브스키 코리아 법인이 설립되었다. 현재는 서울시 강남구 도산대로에 있다.
- 2007년, 최첨단 디자인의 주얼리와 크리스털의 잠재력을 끌어내기 위한 일환으로 ‘아틀리에 스와로브스키’가 기획됐다.
  - 이 컬렉션은 창의적인 분야에서 활약하고 있는 세계적인 디자이너들과 공동작업으로 진행되며, 브랜드 고유의 세련된 세팅 기법과 디자이너의 창의성이 더해져 정교하고 우수한 퀄리티를 자랑한다.
- 2010년, 기후 변화, 인권, 거버넌스 및 사회 복지와 같은 문제에 대한 스와로브스키의 영향을 알리기 위해, 공급 업체부터 고객에 이르기까지, 이해 관계자를 대상으로 한 최초의 스와로브스키 지속 가능성 보고서가 발간되었다.
- 2013년에는 창립자 다니엘 스와로브스키의 박애 정신을 기리고자 스와로브스키 재단 (Swarovski Foundation)이 설립되었다. 재단의 사명은 창의성과 문화를 지원하고, 복지를 증진하며, 천연자원을 보존하는 것이다.

## 스와로브스키 125주년 (125th Anniversary)
2020년, 125주년을 맞은 스와로브스키는 사람과 지구를 먼저 생각하는 경영 방식인 ‘컨셔스 럭셔리’를 핵심에 두고, 크리스털 업사이클링 및 스와로브스키 크리에이티드 다이아몬드를 활용하는 방안을 모색하고 있다.
또한, 브랜드 125주년을 맞아 주얼리, 액세서리, 크리스털 데코레이션 제품을 독보적인 블루컬러로 재해석한 125주년 기념 컬렉션을 온라인과 매장에서 출시해 판매하고 있다.
오스트리아 바텐스의 스와로브스키 크리스털 월드(Swarovski Kristallwelten)에서는 개관 25주년을 기념하며, 새로운 ‘챔버 오브 원더(Chambers of Wonder)’가 문을 연다.
2020년 가을에는 스와로브스키의 화려한 빛 스토리에 관한 장편 다큐멘터리 영화가 극장에서 개봉될 예정이다.

## 스와로브스키 크리스털 주얼리 관리방법

### 제품 보관방법
• 스와로브스키의 주얼리 제품은 구입시 제공되는 패드 상자 또는 벨벳 주머니에 보관하는 것이 좋다.
• 주얼리 제품을 부드러운 천으로 광택을 내어주면 시간이 지나도 처음의 광택과 아름다움 또한 유지하는데 도움이 된다.
• 가능한 경우, 강력한 열과 광선이 닿지 않도록 주얼리 제품을 보관해야 한다.
• 주얼리 제품을 세척한 후에는 보관하기 전에 완전히 건조시켜야 하며, 부식되기 쉬운 실버 주얼리 제품은 밀폐 용기에 넣어 보관해야 한다.
• 또한, 산화 방지 종이가 들어있는 지퍼팩 용기를 사용하는 것이 좋다.

### 제품 세척방법

#### 크리스털 주얼리
• 보풀이 일어나지 않는 부드러운 천 또는 스와로브스키 크리스털 주얼리 제품 전용 천으로 가끔 광택을 냄으로써 크리스털 원래의 윤택을 그대로 유지시킬 수 있다.
• 약한 식기용 세제 몇 방울이나 약염기인 비누를 넣은 미지근한 물을 이용하여 손으로 세척해야 하며, 그런 다음 크리스털을 흐르는 물에 헹구고 부드럽고 보풀이 일어나지 않는 천으로 말려 얼룩이 없도록 하고 광채가 흐려지지 않도록 해야 한다.
• 부식을 방지하기 위해 세척한 직 후 주얼리 제품을 말리고 착용할 때까지 건조하고 서늘한 장소에 보관해야 한다.
• 어떠한 경우라도 연마 또는 부식용 세정제를 사용하지 않아야 한다. 탈색이 일어날 수 있으므로 유리 및 윈도우 세정 용액과 염소수 사용을 피해야 한다.

#### 크리스털 진주
• 진주는 부드러운 젖은 천 또는 순한 비누로만 세척하고 바로 건조시켜야 한다.
• 아세톤(매니큐어 제거제에 포함) 또는 알콜(향수 등에 포함)과 같은 용액으로 진주를 세척해서는 안된다.
• 주얼리 제품 세정제를 사용하거나 주얼리 제품 세척 기계에 넣어 세척하지 않아야 한다.
• 거친 세척제는 진주 코팅을 마모시킬 수 있다.

### 사용시 주의사항
• 주얼리 제품을 성냥, 고무 밴드 또는 유황이 함유된 특정 물질과 오랫동안 접촉시키지 않아야 한다.
• 주얼리 제품을 연마용 비누, 화학물질, 향수, 헤어스프레이 및 염색 연료와 접촉시키지 않아야 한다.
• 연마용 천 및 또는 클렌저로 실버 주얼리 제품을 문지르지 않아야 한다. 실버 제품은 쉽게 긁혀 지는 특성이 있다.
• 주얼리 제품을 과도한 온도 또는 강렬한 태양 광선에 오랫동안 노출 시키지 않아야 한다.(예, 창 틀, 자동차의 대시보드)
• 주얼리 제품을 열원 근처에 보관하지 않아야 한다.
• 부식이 진행되는 것을 방지하려면 부드러운 주얼리 제품용 광택천을 사용해야 한다.
• 바다 및 염소 성분이 있는 수영장에서 수영하기 전 주얼리 제품을 빼야 한다.
• 세정 물질을 사용하기 전 주얼리 제품을 빼야한다.
• 꼬이거나 매듭이 생기거나 손상되는 것을 막기 위해 잠자리에 들기 전 주얼리 제품을 빼야 한다.
• 청소 및 정원 가꾸는 작업을 하기 전 주얼리 제품을 빼야 한다.

## 스와로브스키 2020/21 FW 트렌드
• 과거 & 현재 (Then & Now): 뉴트럴 컬러를 통한 따뜻하고 섬세한 감정
• 모던 & 로맨틱 (Modern & Romantic): 로맨틱한 느낌의 산뜻한 컬러웨이
• 익스트림 & 캐주얼 (Extreme & Casual): 기능과 실용성의 조화(Tech-utility)를 통한 미래 지향적 디자인
• 와일드 & 시크 (Wild & Chic): 극한의 아름다움을 디자인적 요소로 해석하여 자연스러운 매력을 표현

## 회사 구조 및 사업분야[2]
주 제품 라인은 크게 실버 크리스털, 크리스털 메모리, 셀렉션, 그리고 보석·시계 등을 포함한 패션으로 구분된다. 이 라인에서 생산된 130여 개의 제품이 세계 각지에서 판매되고 있으며, 현재는 전 세계 매장 2560개, 매출액은 30억5000만 유로(한화 약 4조)에 달하며 오스트리아 산업을 대표하는 기업으로 자리매김하고 있다.
창립 이후로 수많은 발전을 거듭하고 다양한 종류의 제품을 개발하며 타 분야에서도 계속 저변을 확대하여 현재는 작은 장식품부터 시작해서 각종 패션 제품에 이르기까지 약 10만 개 이상의 제품을 생산하여 세계 크리스털 업계를 선도하는 기업으로 널리 알려져 있다. 특히 창의성과 다양성에 있어서는 타의 추종을 불허하며, 본사의 연구 부서에서 나오는 끊임없는 아이디어 창출을 통한 신제품 개발과 더불어, 타 전자 기업과의 제휴 등으로 새로운 제품을 선보이는 등 전세계적으로 가공 산업에 있어서 크고 작은 영향을 미치고 있다.
시대를 앞서는 뛰어난 경영으로도 유명하다. 제1차 세계대전 이후 노동력 부족으로 위기에 빠졌을 때 연마기계를 개발하여 크리스털 가공 분야의 새로운 지평을 열었고, 1970년대 석유 파동으로 인해 세계 경제가 침체에 빠졌을 때 크리스털 조각들을 감쪽같이 붙일 수 있는 투명 접착제를 발명하여 크리스털 제련업의 발전에 큰 기여를 하였다.
스와로브스키의 영업부는 크리스털 조각품, 보석, 실내 장식물, 샹들리에 등의 제작에 관련된 분야를 담당하는 크리스털 사업부와, 쌍안경/망원 조준경 등의 광학 장비를 생산하는 스와로브스키 옵틱, 접착제 및 연마기계 등 가공과 제련 분야를 담당하는 티롤리트 사업부로 나뉜다. 그리고 모든 조각품에 자사의 로고가 새겨져 있다. 전 세계 자체 매장과 협력 관계를 맺은 소매업체 다양한 온라인 매장을 통해 10만 개 이상의 제품을 판매 한다.
스와로브스키의 반지, 목걸이, 팔찌, 귀걸이등 다양한 크리스털 주얼리 컬렉션은 많은 사람들의 사랑을 받고 있다.
다음은 스와로브스키의 개발 분야 및 회사 구조를 망라한 것이다.
- 스와로브스키 (Swarovski): 크리스털 기반의 주얼리 및 장식품, 피겨린, 액세서리 제조
- 아틀리에 스와로브스키 (Atelier Swarovski)
- 스와로브스키 크리스털 팰리스 (Swarovski Crystal Palace): 아방가르드 조명 디자인
- 스와로브스키 젬스톤 비즈니스 (Swarovski Gemstone Business): 원석 디자인
- 스와로브스키 크리스털 월드 (Swarovski Kristallwelten): 멀티미디어 박물관 및 미술관
- 스와로브스키 옵틱 (Swarovski Optik): 광학기기 제조업체 (쌍안경, 망원경, 소총 스코프 등)
- 스와로브스키 라이팅 (Swarovski Lighting): 건축용 크리스털, 조명 제품 및 솔루션
- 스와로브스키 프로페셔널 (Swarovski Professional)
- 스와리플렉스 (Swareflex): 도로 안전 제품 제조업체
- 터치 스톤 크리스털 (Touchstone Crystal): 스와로브스키의 직영 장신구 판매
- 티롤릿 (Tyrolit): 접합 연삭 및 절삭 휠 제조업체, 연마 공구 및 연마 기술영역
- 쇤베크 (Schonbek): 크리스털 샹들리에 제조업체
- 카밀리아 (Chamilia): 크리스털 디테일의 구슬, 참 등 커스텀 주얼리 제작

## 스폰서십/엔터테인먼트
스와로브스키의 커뮤니케이션 및 브랜딩 비즈니스를 통해 다양한 제품들이 지난 100년 동안 수많은 영화와 드라마, 패션쇼에 성공적으로 소개되고 있다.
스와로브스키는 엔터테인먼트, 그중에서도 영화와 이미 오래전 인연을 맺었는데, 88년 전 마를레네 디트리히 주연의 ‘금발의 비너스’에 처음 등장했다.
영화 ‘신사는 금발을 좋아해’에서는 마릴린 먼로가 스와로브스키 크리스털을 장식하고 ‘Diamonds are a girl’s best friend(다이아몬드는 여자의 가장 친한 친구)’라는 노래를 부르기도 했으며, ‘티파니에서 아침을’에서는 블랙 드레스에 우아한 스와로브스키 티아라로 장식한 오드리 헵번의 모습이 등장하기도 했다.
또한, ‘로켓맨’ ‘보헤미안 랩소디’ ‘위대한 쇼맨’ ‘블랙 스완’ ‘위대한 개츠비’ ‘신데렐라’ ‘미녀와 야수’ 등 기념비적인 영화의 여러 순간을 장식했다.
2007~ 2008년에는 전자기기 회사 Philips와 파트너십을 맺고 액티브 크리스털(Active-Crystals) 가전 제품군을 생산했는데, 전 제품 라인업을 스와로브스키의 크리스털의 형태로 장식하기도 했다.
국내 드라마 중에서는, 최근 방영되었던 호텔 델 루나에서 아이유가 착용했던 초승달 팬던트의 스와로브스키 목걸이 역시 ‘만월 목걸이’로 인기를 끌었다.
또한, 2020년 상반기에 넷플릭스에서 방영된, 사랑의 불시착의 손예진 역시, 천사의 날개에서 영감을 받은 ‘깃털’ 모티브가 특징인 스와로브스키의 ‘Naughty & Nice’ 컬렉션을 착용하며 화제를 불러일으키기도 했다. 이 드라마가 아시아 전역의 인기를 바탕으로 PPL 효과를 톡톡히 봤다. 방영 후 면세점 및 스와로브스키 온라인 스토어에서는 극중 착용했던 목걸이나 귀걸이를 찾는 관광객들이 증가하기도 했다.
스와로브스키는 영화뿐 아니라 오스카 무대 세트 디자인에도 13년째 참여해 매년 환상적이고 새로운 무대를 보여주고 있다.

## 스와로브스키 할인
스와로브스키 코리아는 연 2회 시즌오프 세일을 진행한다.
또한, 상설 온라인 아울렛을 운영하고 있어 상시 할인된 제품 구입이 가능하다.
최근에는 6월 12일부터 7월 5일까지, 2020S/S 상품을 최대 40%까지 할인판매 하기도 하였다.

## 기업의 사회적 책임 (CSR) 및 지속가능성
“우리는 사람들과 환경을 존중하는 방식으로 사업을 성장시키기 위해 상상력과 활력을 적용하기 위해 최선을 다하고 있습니다.”
스와로브스키는 업계 전반에 걸쳐 긍정적인 행동과 태도를 주도하고 있으며, 시장에서 크리스털을 포함한 미래의 재료를 사용하여 책임 있는 생산에 참여하고 있다. 그 결과 지속 가능성을 핵심으로 하는 새로운 사업 방식을 제공하기 위해 노력한다.
또한, 여러 업체와 협력하여 업계의 관행을 개선하고 스와로브스키 크리스털을 사용하는 사람들이 더욱 지속 가능한 행동을 할 수 있도록 장려하고 있다.
창립자였던 다니엘 스와로브스키가 직원들의 복지는 물론 환경과 사회 전반의 책임 있는 회사에 대한 비전에 충실하기 위해 노력했던 것처럼, 스와로브스키는 책임의 유산을 가지고 있으며, 사람과 환경을 존중하는 방식으로 상상력과 활력을 바탕으로 비즈니스를 성장시키는 데 전념한다.
이에, 2000년 스와로브스키 워터스쿨로 시작해, 2012년 팀과 지속가능성 전략을 수립하고, 2013년 스와로브스키 재단을 설립하여 다니엘 스와로브스키의 자선 정신을 기리고 있다.
2010년 이래로는 지속 가능성 보고서를 발간하고 있으며, 2017년 지속 가능성 보고서에서 새로운 전략을 개설했고, 2019년 보고서에서 여성의 역량 강화, 공정한 파트너십, 물관리, 의식적인 디자인 및 지속 가능한 혁신을 포함한 5가지 전략 축에 부합하는 비즈니스 활동에 대해 강조하고 있다.
이렇듯, 스와로브스키의 비즈니스 접근 방식은 사회적, 문화적, 경제적, 물리적 환경의 모든 측면을 고려하며, 고객과 국민을 위한 장기적인 가치를 창출하는 데 그 목적을 두고 있다. 더욱이 사회에서 더 깊은 역할을 함으로써, 스와로브스키는 비즈니스가 목적을 가지고 행동할 수 있도록 보장하고 있다.